# Кермо
Кермо́, руль, рідко стерно́ — пристрій для керування рухом автомобіля (у тому числі тракторів, дорожніх котків). Є частиною системи кермування.

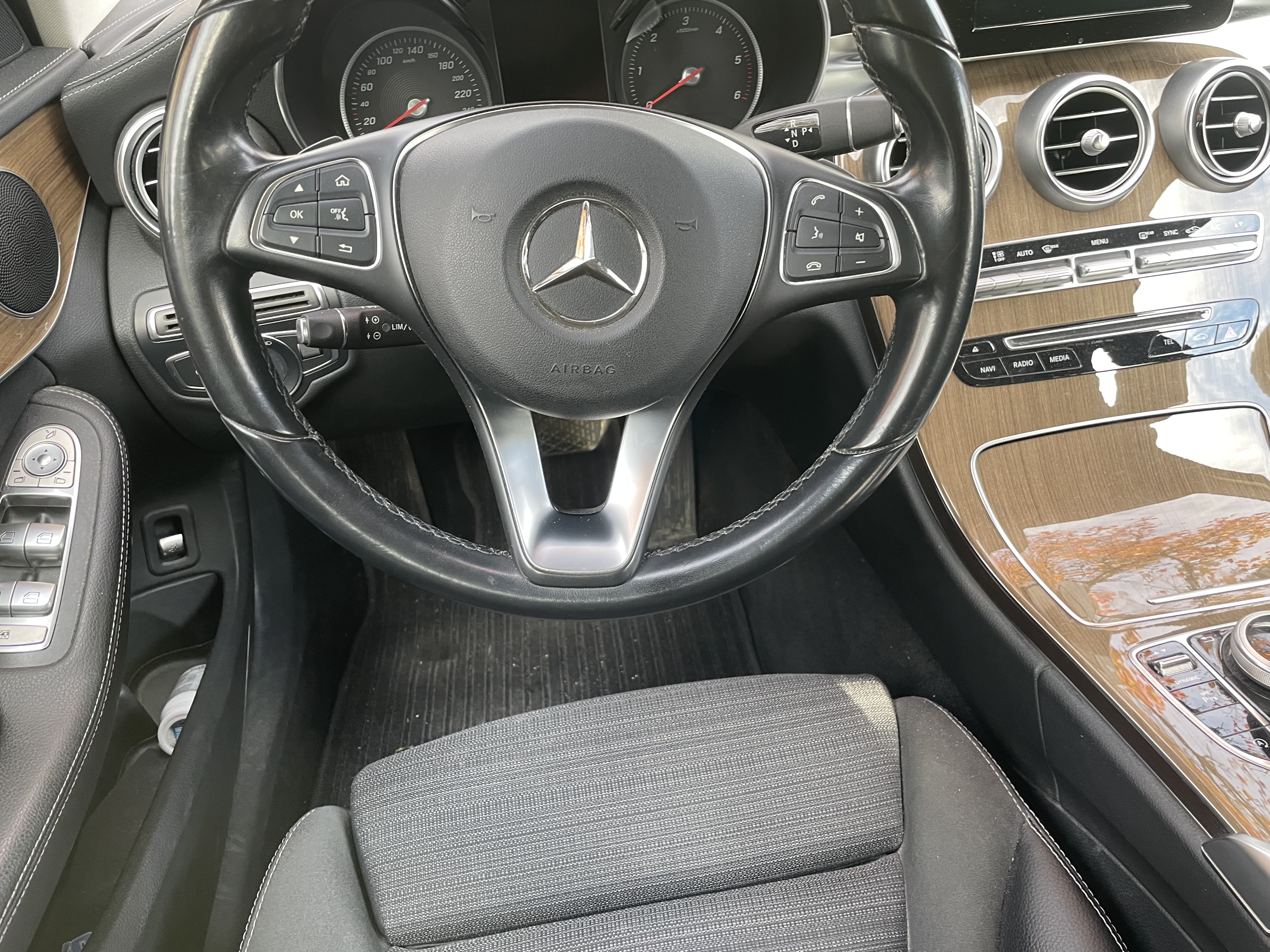
З панелями керування на кермі

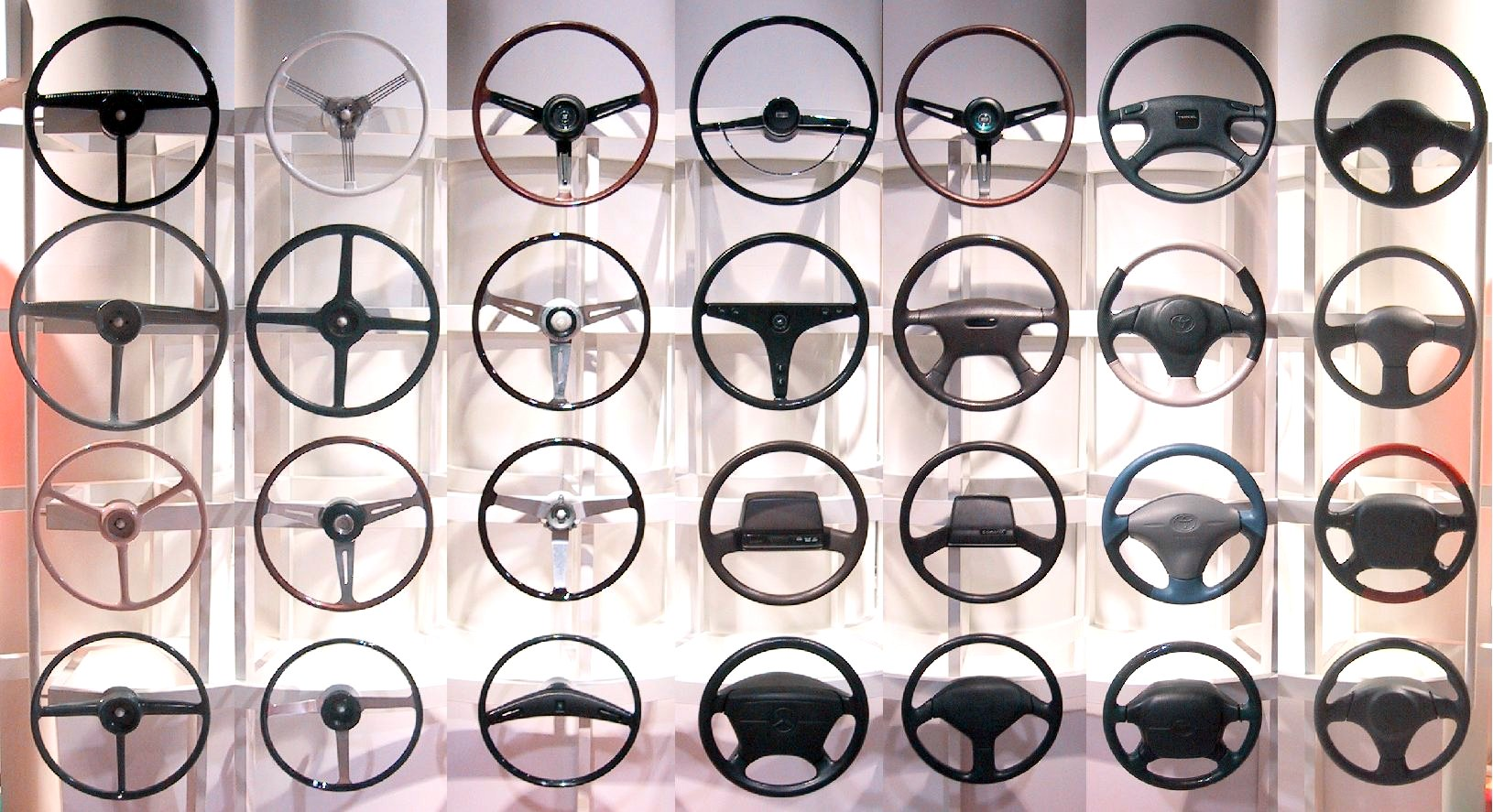
Керма легкових автомобілів різних часів

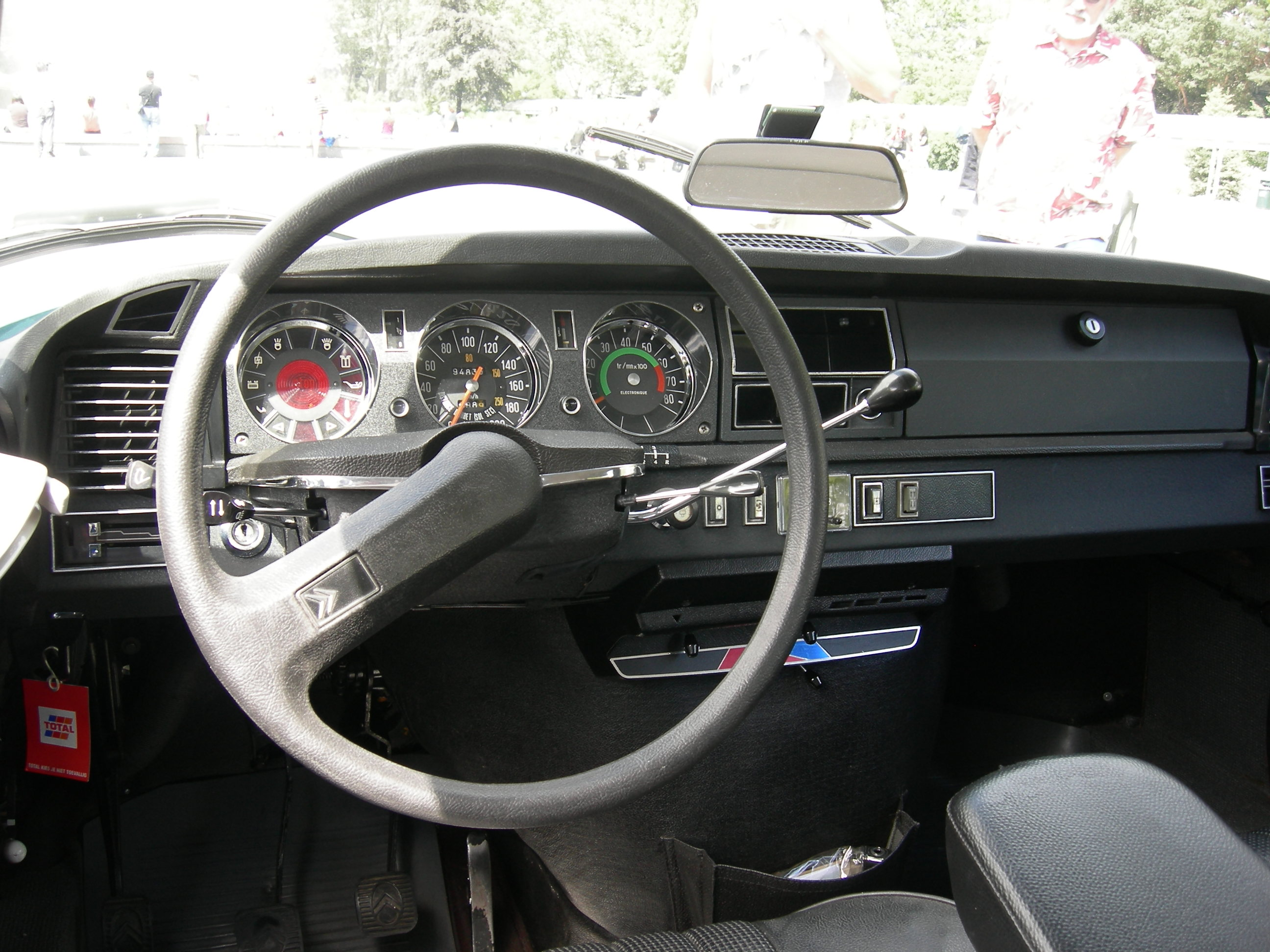
Кермо з однією спицею на панелі керування

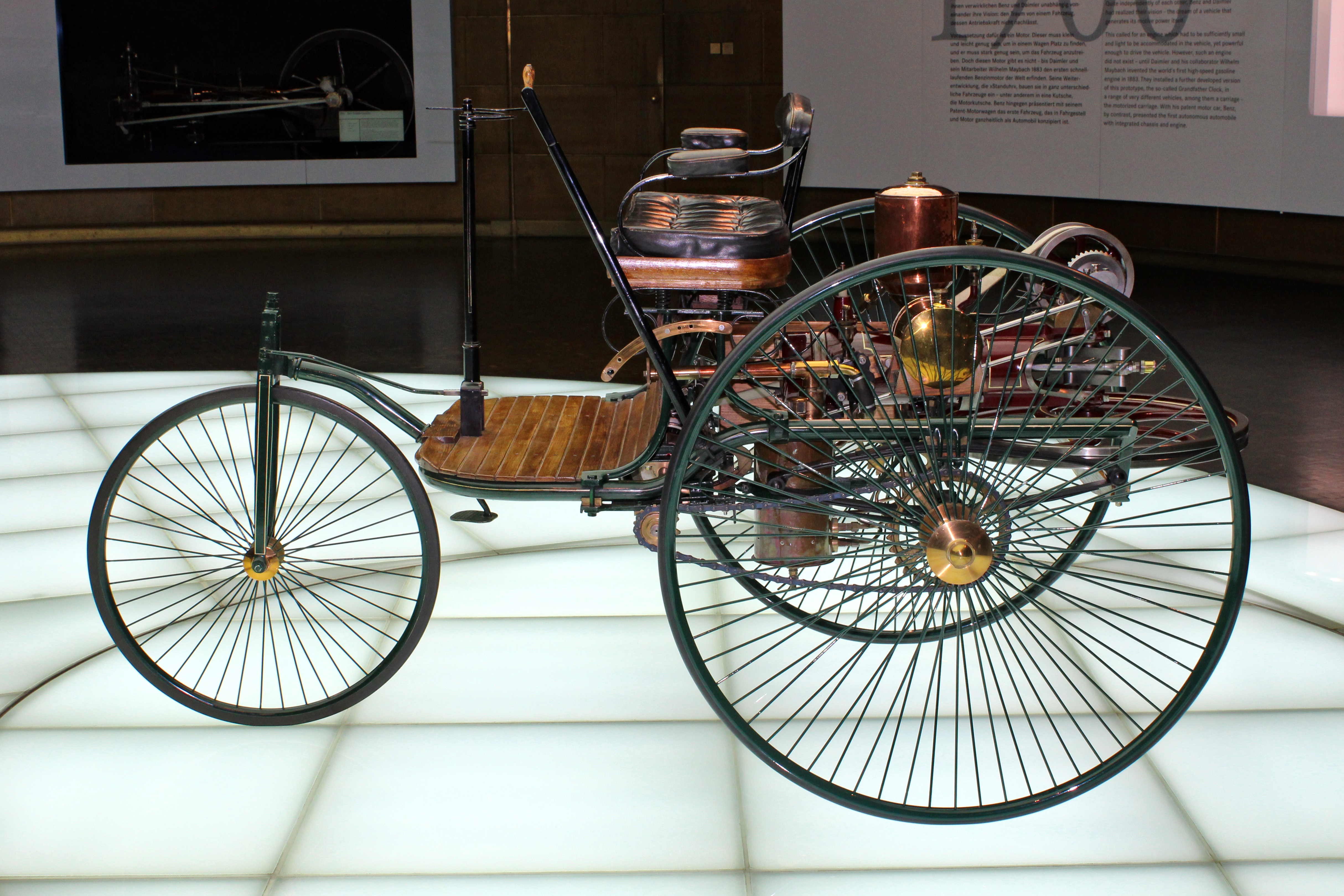
На першому в світі автомобілі Benz Patent-Motorwagen 1886 року вертикальна колонка з корбою була з'єднана поздовжньою тягою з велосипедною вилкою

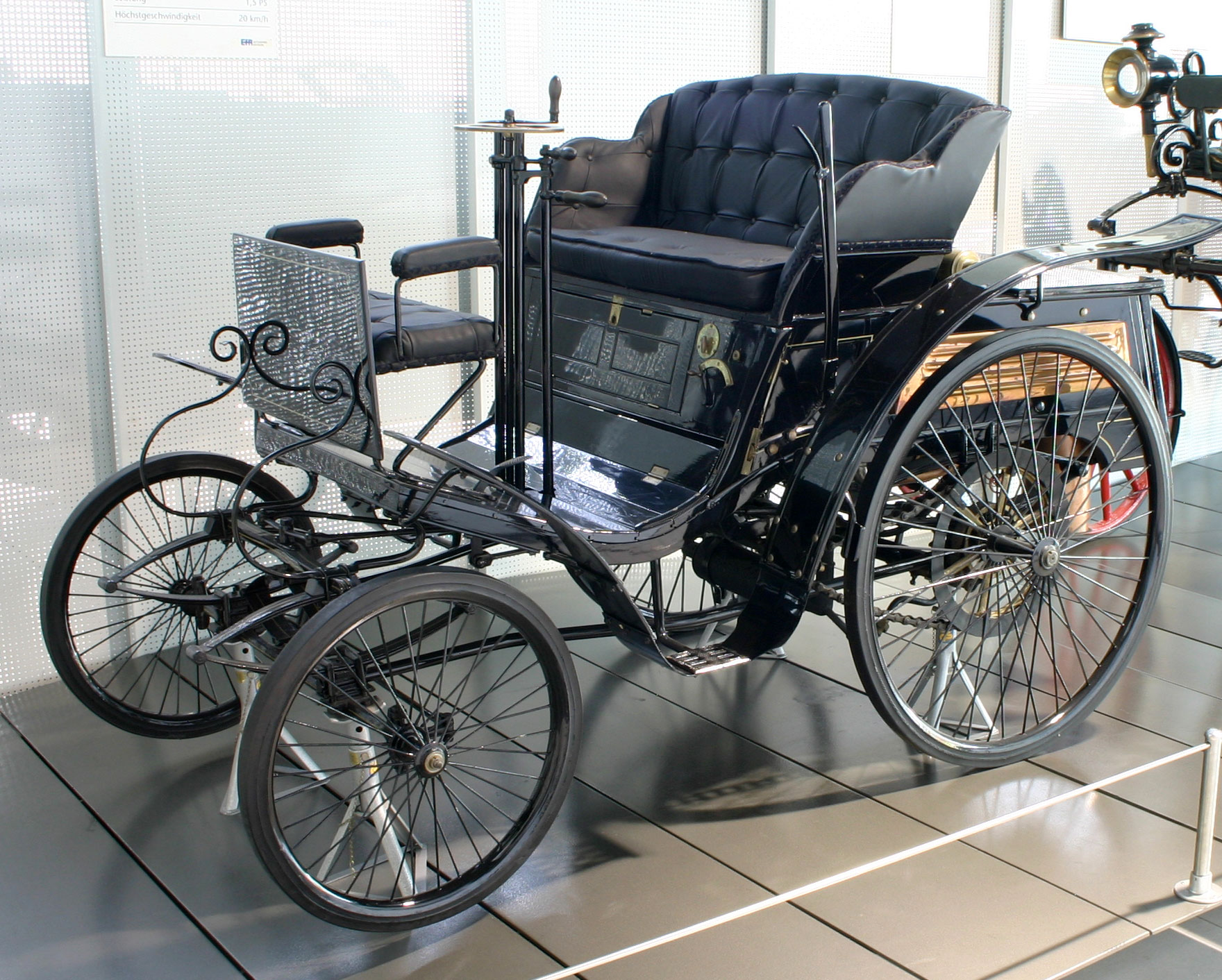
На автомобілі Benz Velo 1894 року замість керма була вертикальна корба з важелем до кермової тяги

Кермо використовується в більшості сучасних наземних транспортних засобах, включаючи всі автомобілі масового виробництва, легкі та важкі вантажівки. Кермо — частина системи управління, на яку безпосередньо впливає водій; решта частина системи реагує на подібні водієві вхідні дії.

## Термін
До появи автомобілів слово кермо, керма (від д.-рус. кърма, «корма», що зазнало зближення з керувати) первісно вживалось щодо суднового стерна, кермового весла. Поряд з «кермо», орган управління автомобілем також називають руль (від нід. roer), стерно. Розмовні назви кермового колеса — бара́нка, бу́блик.
На суднах кермом (стерном, рулем) називають весь стерновий пристрій, щодо колеса вживається назва штурвал.

## Історія
Кермове колесо (штурвал) стало масово використовуватися на кораблях приблизно з початку XVIII ст., але історики утрудняються сказати, де воно було вперше застосоване. Перші сухопутні самохідні екіпажі вже мали засоби кермування: Віз Кюньо мав схоже на штурвал подвійне руків'я на вертикальній колонці, парова карета Тревітіка керувалася важелем, приєднаним до короткого переднього моста. Перші справжні автомобілі 1880-1890-х років керувалися руків'ям на зразок човнового румпеля, але в 1894 році французький інженер Алфред Вашерон, беручи участь у ралі Париж-Руан, керував автомобілем Panhard, який він оснастив кермовим колесом. Це вважається одним з перших застосувань керма в автомобілебудуванні.
Починаючи з 1898 року кермо для автомобілів фірми Panhard et Levassor стало стандартним способом керування. У Британії перший автомобіль з кермом з'явився того ж року, це був привезений з Франції Ч. Роллсом «Панар» потужністю 6 кінських сил. Артюр Константен Кребс замінив румпель на похиле кермове колесо на своєму «Панарі», розробленому ним для перегонів Париж-Амстердам-Париж, що відбулися 7-13 липня 1898 р.
У 1898 р. Томас Б. Джеффрі із сином Чарльзом розробили два вдосконалених експериментальних автомобілі з переднім розташуванням двигуна і розташованим зліва кермом. Проте, на їхніх ранніх автомобілях застосовувалася звичніша схема із заднім розташуванням двигуна і з румпелем замість керма, як на їхньому першому масовому «Рамблері» 1902 року. У наступному році автомобіль Rambler Model E змінився мало, за винятком того, що ближче до кінця року румпель був замінений на кермове колесо. На 1904 р. всі автомобілі «Рамблер» були оснащені кермами. Протягом наступного десятиліття кермове колесо витіснило румпель.
За настоянням Т. Б. Джеффрі в 1903 р. на всіх його автомобілях місце водія було пересунуте вліво. Інші виробники почали випускати автомобілі з лівим розташуванням керма в 1910 році. Незабаром більшість автомобілів у США стали лівокермовими.
На ранніх болідах Formula 1 використовувалися такі ж керма, що на звичайних автомобілях. Вони виготовлялися з дерева (що вимагало використовування водійських рукавичок) і за відсутності обмежень їх прагнули робити якомога більшого діаметру: для збільшення плеча важеля і відповідно зменшення зусилля при повороті. У 1960-1970-х перегонові автомобілі ставали дедалі нижчими, а кокпіти вужчими, тому розміри кермових коліс зменшилися.

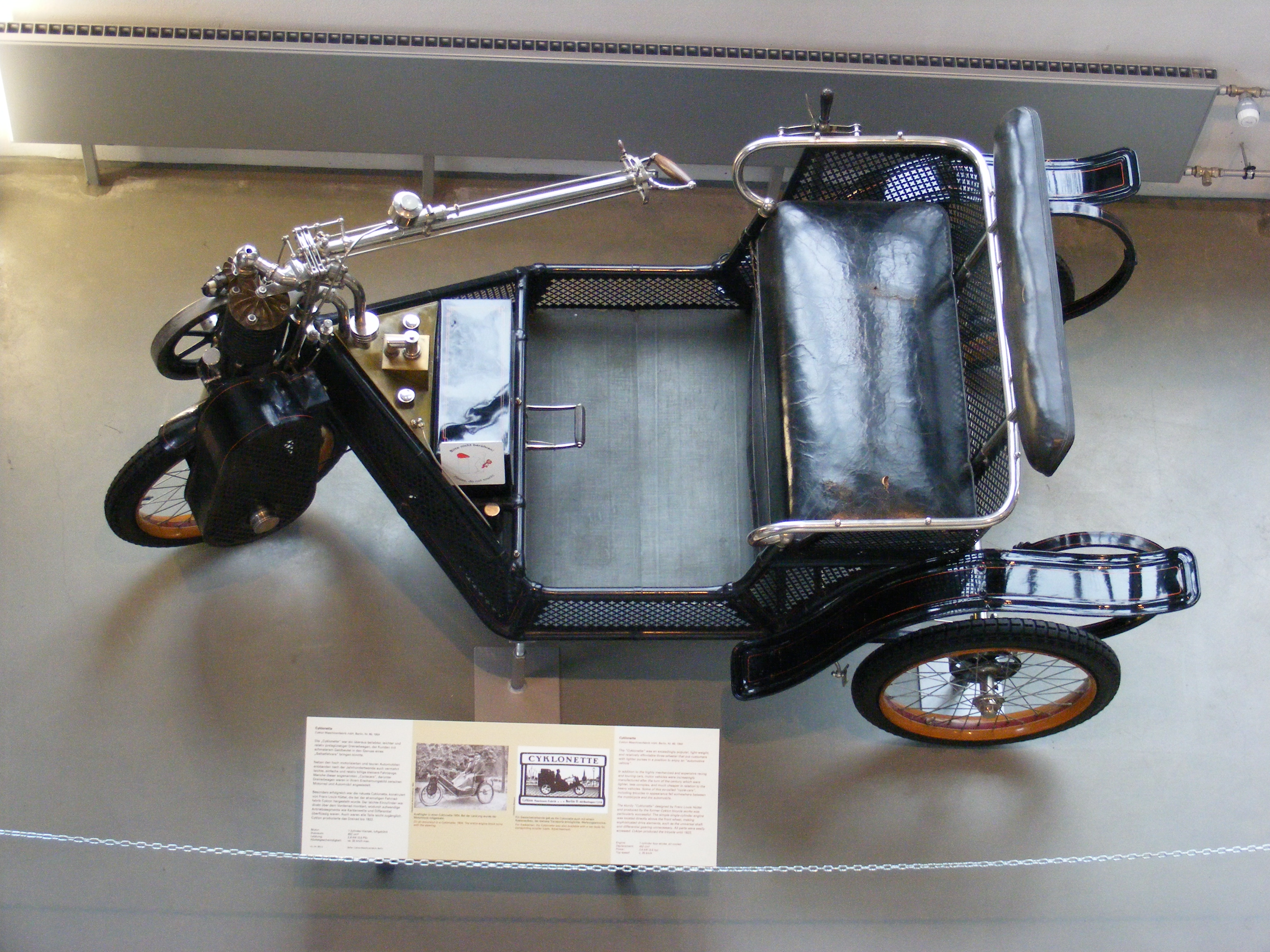
Румпель на автомобілі Cyklonette 1904 року.
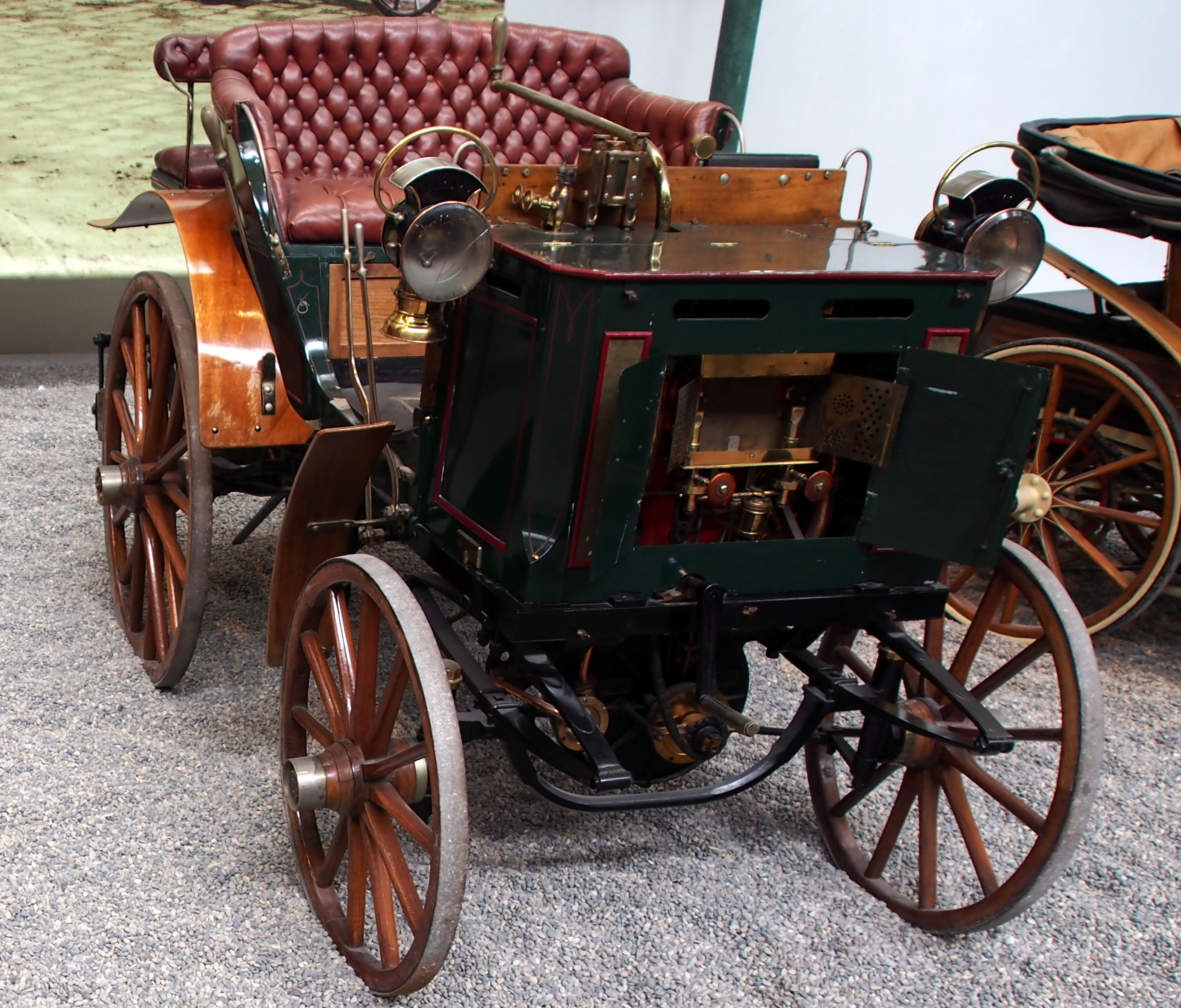
Panhard et Levassor 1894 р. з румпелем
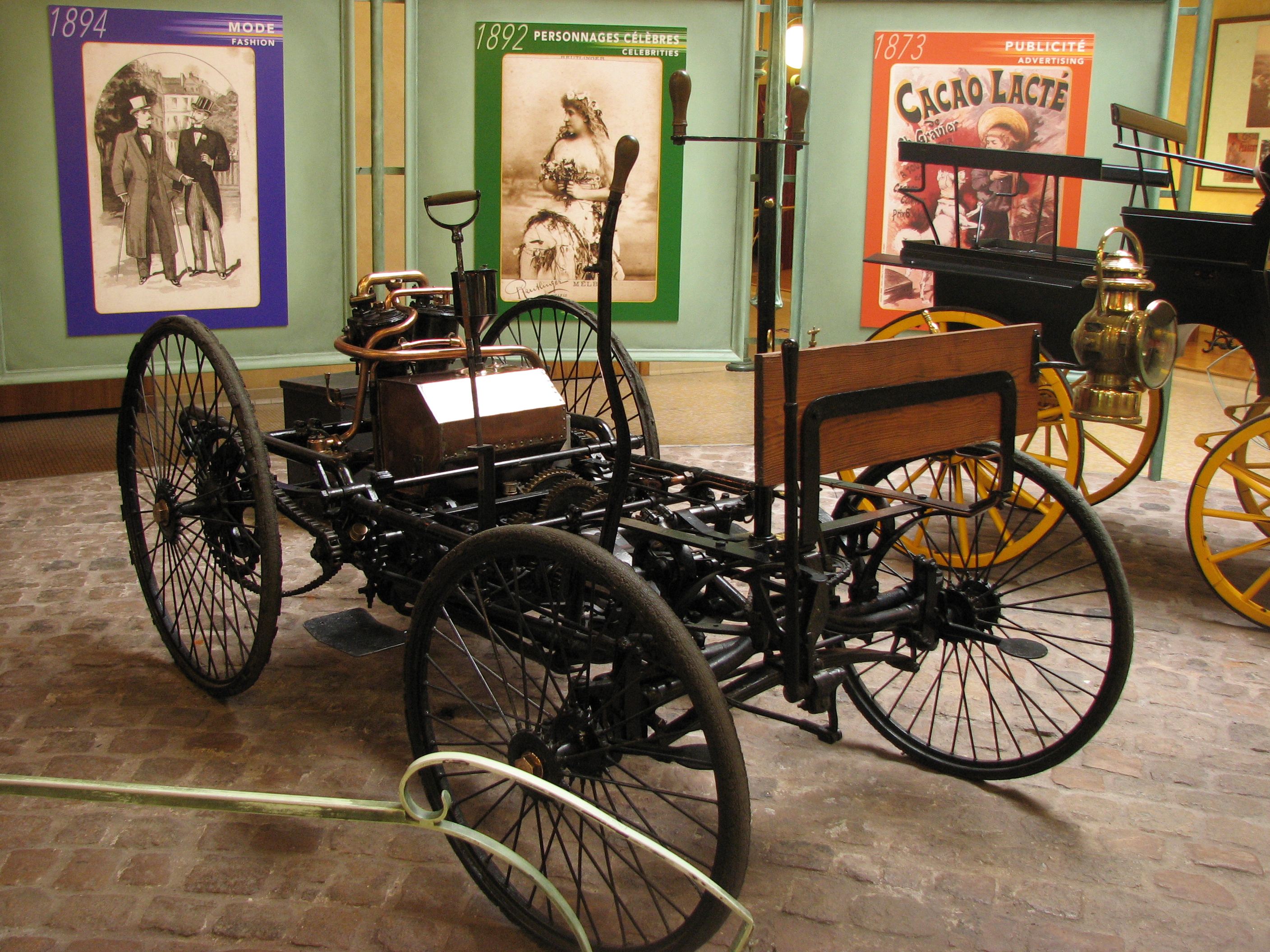
Автомобіль Peugeot 1894 р. з подвійною корбою, схожою на авіаційний штурвал
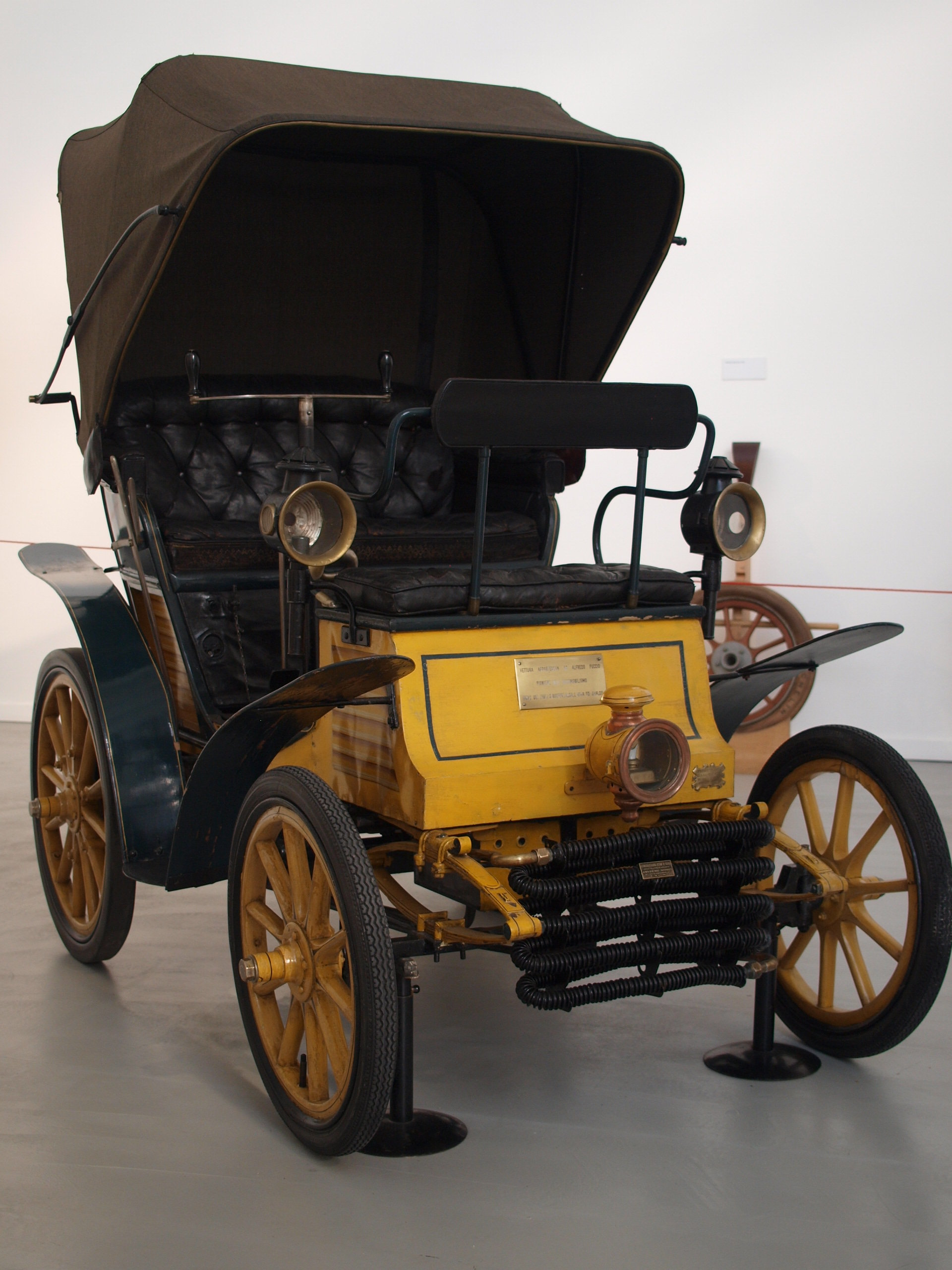
Fiat 4HP 1899 р. з подвійною корбою
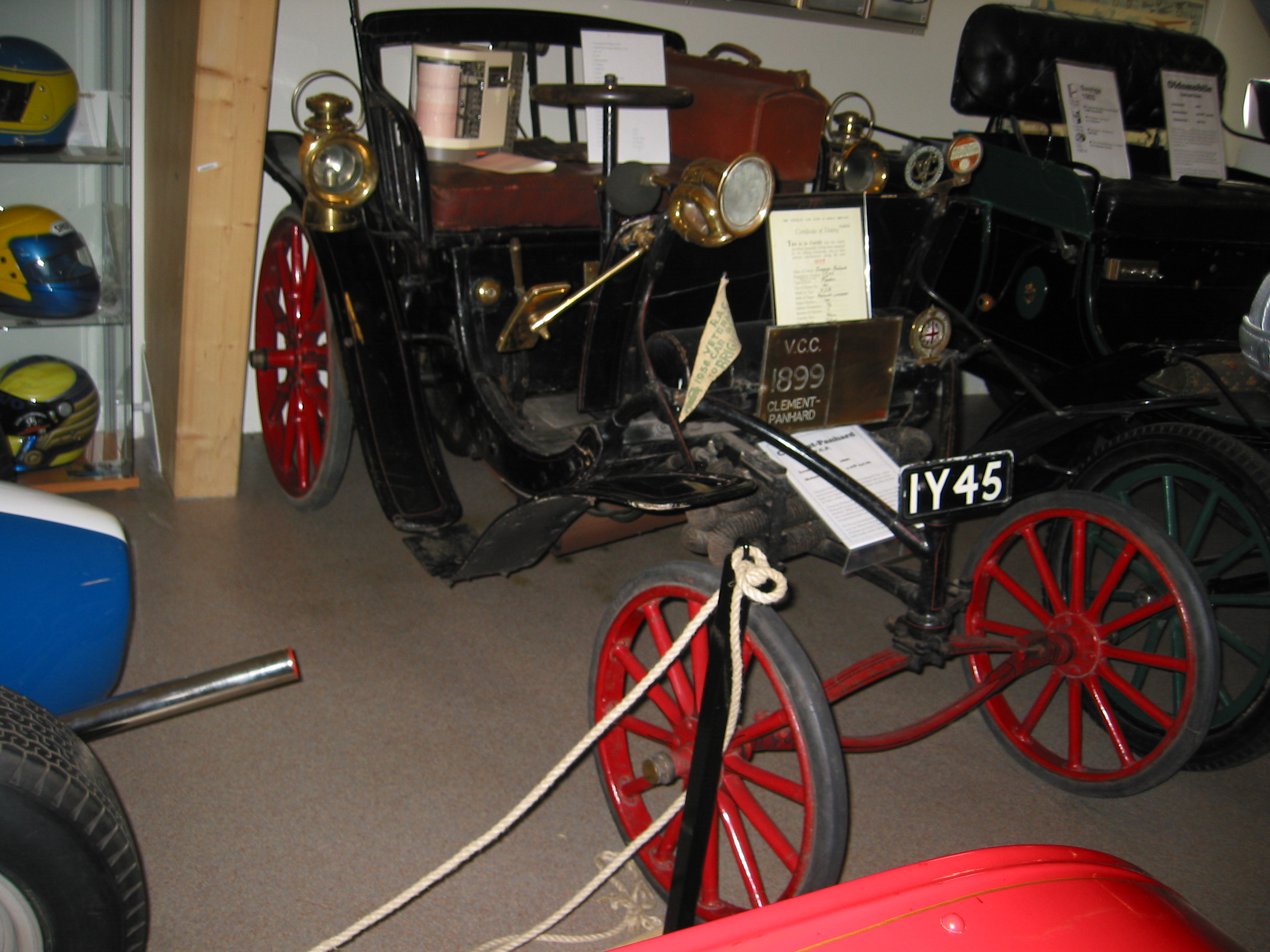
Clement-Panhard 1899 року з кермом на вертикальній колонці.
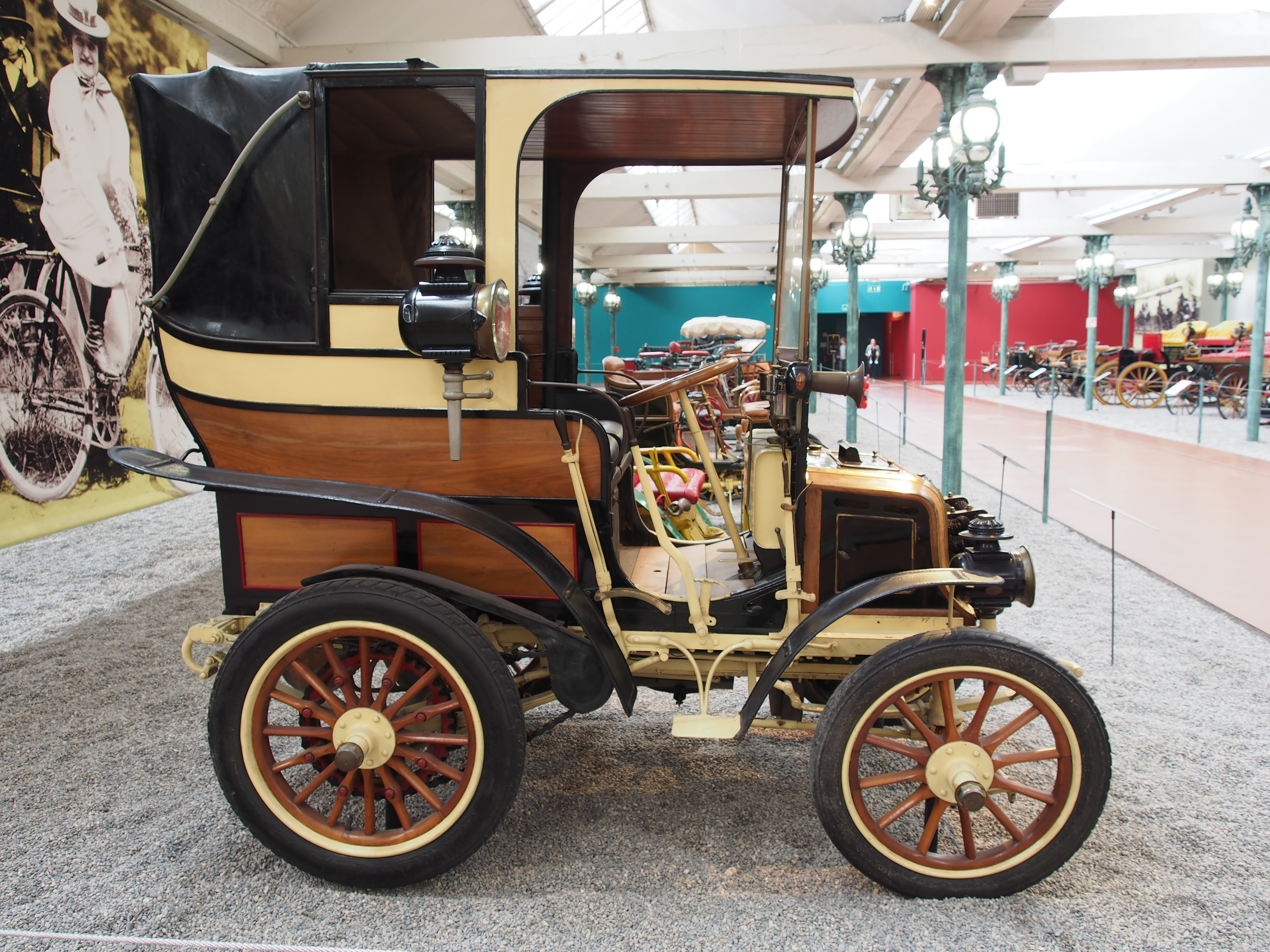
Panhard-Levassor Landaulet Type A1 1898 р. з похилим кермом

## Конструкція

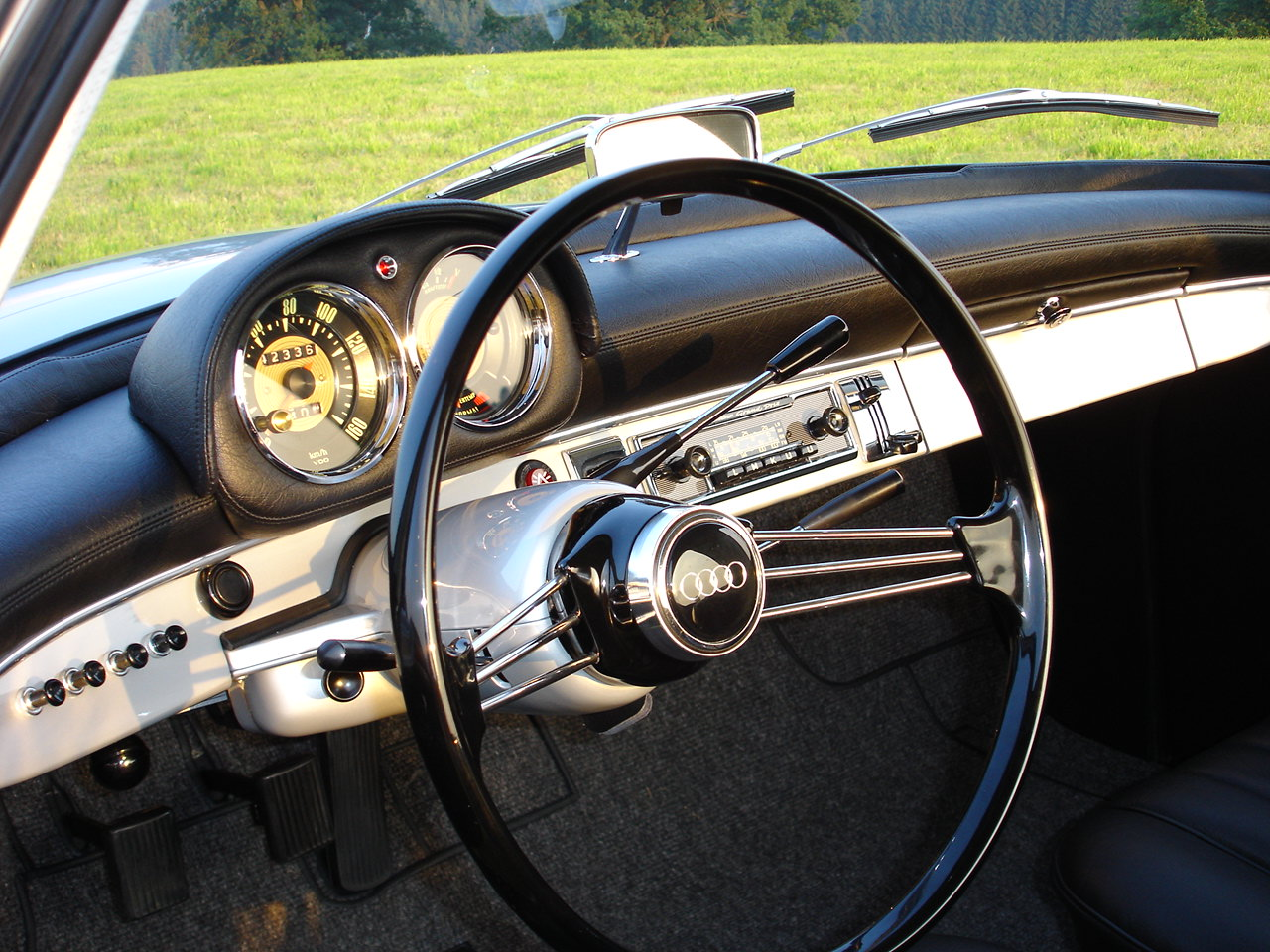
Кермо-банджо на DKW Monza 1956 р.

Автомобільне кермо як правило, має форму круглого обруча, з'єднаного кількома (рідше однією) спицями з центральною втулкою, встановленою на кермову колонку. На кермі розміщується кнопка звукового сигналу (існував тип розміщення кнопки звукового сигналу Rim Blow, тобто на ободі колеса), з'єднання електричних контактів кнопки з джерелом звука здійснюється через контактні кільця. Також на ньому кнопки круїз-контролю, телефонного зв'язку та аудіосистеми, перемикачі автоматичної коробки передач.
Кількість спиць, що з'єднують втулку-маточину з ободом, може бути різною, на перших автомобілях найпоширенішими були керма з чотирма спицями. Тип керма, у якому спиці складаються з кількох паралельних стрижнів, схожих на струни музичного інструмента, називається «банджо» (англ. banjo steering wheel).

### Кут нахилу
Історично кермова колонка могла встановлюватися і вертикально (ранні автомобілі без гвинтової і рейкової передачі), і горизонтально (для гвинтової передачі). Зараз колонка встановлюється похило: практика показала, що чим більш полого встановлене кермо, тим більше зусилля може до нього докласти водій. Практичними кутами нахилу кермової колонки (від вертикального положення) є 15-70°, оскільки вони забезпечують максимальну зручність.

### Ручка броуді

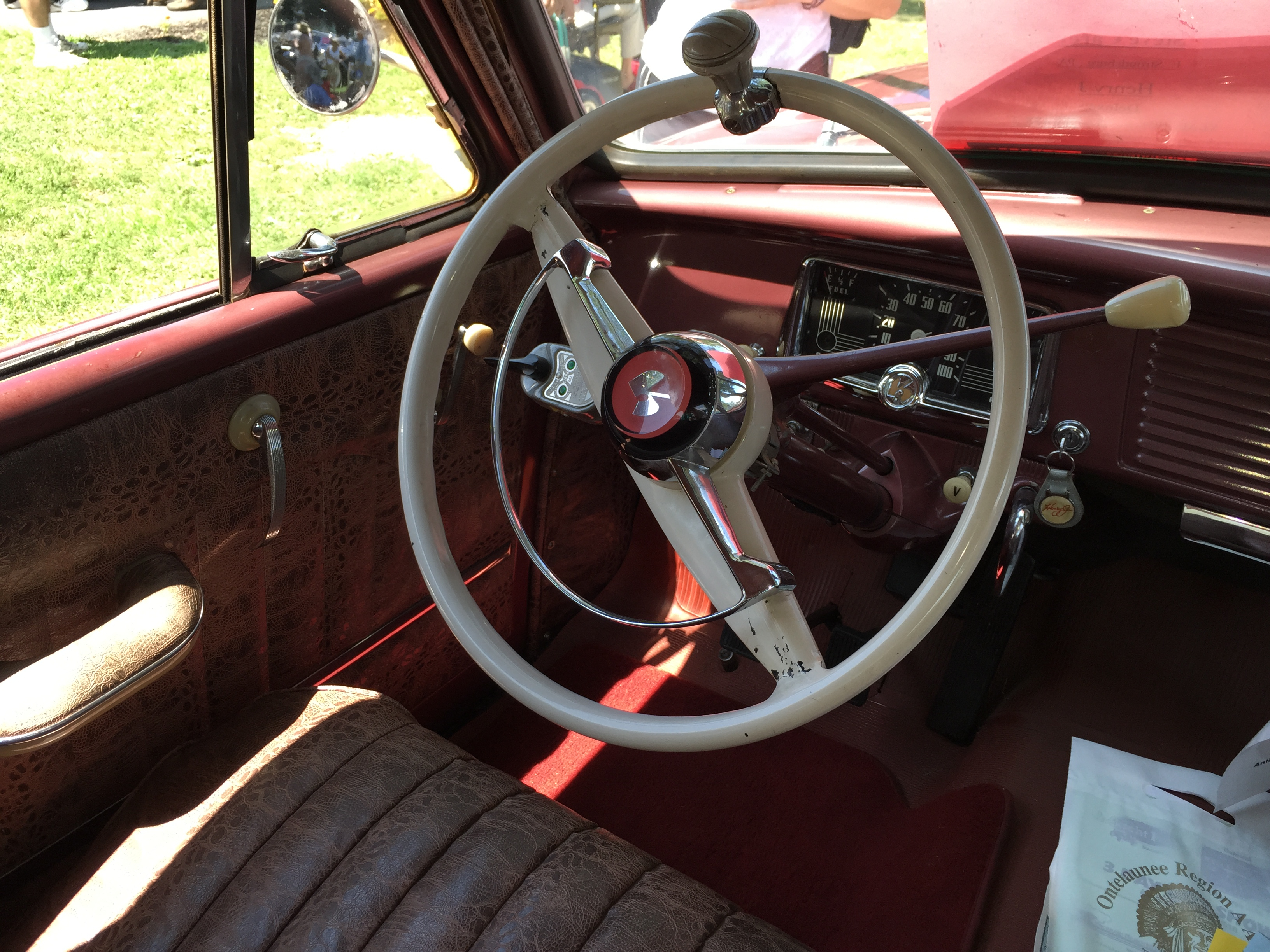
Ручка броуді на кермі автомобіля Henry J 1951 року

На ободі власником автомобіля може кріпитися так звана «ручка броуді» (англ. brodie knob), яка нагадує круглу дверну ручку (knob) і вільно обертається на своїй осі. Ручки броуді дозволені в більшості штатів США. Нормативні документи організації OSHA обмежують використовування додаткових аксесуарів для деяких спеціалізованих автомобілів.
Винайдений 1936 року Джоуелем Р. Торпом зі штата Вісконсин, цей аксесуар отримав свою назву на честь виконавця трюків Стіва Броуді, який прославився своїм стрибком з Бруклінського мосту. Така назва мала підкреслювати ризикованість застосування ручки, очевидну некорисність для кермування в надзвичайній ситуації: достатньо вказати на її іншу назву, «самовбивча ручка» (suicide knob).
Ручки броуді встановлюються і на штурвалах катерів.

## Комп'ютерне кермо
В автосимуляторах застосовується комп'ютерне кермо — ігровий контролер, що імітує автомобільне кермо. Включає в себе власно кермове колесо, педалі, іноді й інші органи керування.